# Olcani
Olcani (kors. Òlcani) – miejscowość i gmina we Francji, w regionie Korsyka, w departamencie Górna Korsyka.
Według danych na rok 1990 gminę zamieszkiwało 65 osób, a gęstość zaludnienia wynosiła 5 osób/km².